# Donzac (Żyronda)
Donzac – miejscowość i gmina we Francji, w regionie Nowa Akwitania, w departamencie Żyronda.
Według danych na rok 1990 gminę zamieszkiwały 124 osoby, a gęstość zaludnienia wynosiła 28 osób/km² (wśród 2290 gmin Akwitanii Donzac plasuje się na 1052. miejscu pod względem liczby ludności, natomiast pod względem powierzchni na miejscu 1459.).